# Phrurolinillus
Phrurolinillus is een geslacht van spinnen uit de familie Phrurolithidae.

## Soorten
- Phrurolinillus lisboensis Wunderlich, 1995
- Phrurolinillus tibialis (Simon, 1878)